# Distretto di Nong Ya Plong
Il distretto di Nong Ya Plong (in thailandese: หนองหญ้าปล้อง) è un distretto (amphoe) della Thailandia, situato nella provincia di Phetchaburi.